# تپه یساول ۲
تپه یساول ۲ مربوط به سده‌های اولیه دوران‌های تاریخی پس از اسلام است و در شهرستان بوئین‌زهرا، بخش آوج، روستای شاخدار واقع شده و این اثر در تاریخ ۱۱ شهریور ۱۳۸۲ با شمارهٔ ثبت ۹۷۹۴ به‌عنوان یکی از آثار ملی ایران به ثبت رسیده است.